# Qatar i olympiska spelen
Qatar deltog första gången vid olympiska sommarspelen 1984 i Los Angeles och har sedan dess varit med vid varje olympiskt sommarspel. De har aldrig deltagit vid de olympiska vinterspelen.
Qatar har totalt vunnit två guldmedaljer, två silvermedaljer och fem bronsmedaljer i fyra olika sporter.

## Medaljer
| Guld | Silver | Brons | Totalt antal medaljer |
| ---- | ------ | ----- | --------------------- |
| 2    | 2      | 5     | 9                     |

### Medaljer efter sommarspel
| Spel                | Guld | Silver | Brons | Totalt |
| 1984 Los Angeles    | 0    | 0      | 0     | 0      |
| 1988 Seoul          | 0    | 0      | 0     | 0      |
| 1992 Barcelona      | 0    | 0      | 1     | 1      |
| 1996 Atlanta        | 0    | 0      | 0     | 0      |
| 2000 Sydney         | 0    | 0      | 1     | 1      |
| 2004 Aten           | 0    | 0      | 0     | 0      |
| 2008 Peking         | 0    | 0      | 0     | 0      |
| 2012 London         | 0    | 1      | 1     | 2      |
| 2016 Rio de Janeiro | 0    | 1      | 0     | 1      |
| 2020 Tokyo          | 2    | 0      | 1     | 3      |
| 2024 Paris          | 0    | 0      | 1     | 1      |
| Totalt              | 2    | 2      | 5     | 9      |

### Medaljer efter sporter
| Sport           | Guld | Silver | Brons | Totalt |
| Friidrott       | 1    | 2      | 2     | 5      |
| Tyngdlyftning   | 1    | 0      | 1     | 2      |
| Beachvolleyboll | 0    | 0      | 1     | 1      |
| Skytte          | 0    | 0      | 1     | 1      |
| Totalt          | 2    | 2      | 5     | 9      |